# Forest Hills (Kentucky)
Forest Hills és una població dels Estats Units a l'estat de Kentucky. Segons el cens del 2000 tenia 494 habitants.

## Demografia
Segons el cens del 2000, Forest Hills tenia 494 habitants, 195 habitatges, i 147 famílies. La densitat de població era de 596 habitants/km².
Dels 195 habitatges en un 29,2% hi vivien nens de menys de 18 anys, en un 65,1% hi vivien parelles casades, en un 8,7% dones solteres, i en un 24,6% no eren unitats familiars. En el 22,1% dels habitatges hi vivien persones soles el 15,9% de les quals corresponia a persones de 65 anys o més que vivien soles. El nombre mitjà de persones vivint en cada habitatge era de 2,53 i el nombre mitjà de persones que vivien en cada família era de 2,95.
Per edats la població es repartia de la següent manera: un 22,9% tenia menys de 18 anys, un 5,5% entre 18 i 24, un 26,9% entre 25 i 44, un 22,3% de 45 a 60 i un 22,5% 65 anys o més.
L'edat mediana era de 42 anys. Per cada 100 dones de 18 o més anys hi havia 89,6 homes.
La renda mediana per habitatge era de 65.500 $ i la renda mediana per família de 73.750 $. Els homes tenien una renda mediana de 46.500 $ mentre que les dones 32.750 $. La renda per capita de la població era de 24.024 $. Entorn de l'1,5% de les famílies i el 2,9% de la població estaven per davall del llindar de pobresa.

## Poblacions més properes
El següent diagrama mostra les poblacions més properes.